# Innisfil
Innisfil är en ort i Kanada.   Den ligger i provinsen Ontario, i den sydöstra delen av landet, 300 km väster om huvudstaden Ottawa. Innisfil ligger 266 meter över havet och antalet invånare är 7 345.
Terrängen runt Innisfil är platt. Runt Innisfil är det ganska tätbefolkat, med 111 invånare per kvadratkilometer.. Närmaste större samhälle är Barrie, 11,2 km norr om Innisfil. 
Omgivningarna runt Innisfil är en mosaik av jordbruksmark och naturlig växtlighet.